# Frédéric Mazé
Frédéric Mazé est un auteur, journaliste et parolier français, né à Nîmes le 6 mars 1972.

## Biographie
En 2006, il publie un article sur le blog lelitteraire.com dans lequel il fait une critique d'un livre qu'il affectionne particulièrement. Dans un contexte de campagne présidentiel pour les élections de 2007, l'article se positionne comme un diagnostic du « bestiaire politique » contemporain.

### Écrivain et journaliste
Frédéric Mazé est l'auteur avec Laurent Lèguevaque, ex-juge d'instruction ayant démissionné en 2005, du livre "Les sales dessous de Dame Justice", publié en février 2007 chez Regain de Lecture. Il a publié en juin 2007 un roman chez  Atelier de presse intitulé : "Le ver est dans le fruit".
Durant l'année 2016, en collaboration avec l'artiste sénégalais Shula , il écrit une chanson pour faire la promotion touristique du pays, à la suite de l’ouverture de l’aéroport international de NDIASS. Ils lanceront une campagne de financement afin de faire enregistrer la chanson dans un studio de Dakar par de nombreux artistes.[réf. nécessaire]
En 2016, lors de son retour d'un voyage pour travailler au Sénégal, il se voit contraint d'accepter un petit boulot pour subsister : le voici téléconseiller pour EDF. De cette expérience naîtra son ouvrage Merci d'avoir patienté où il raconte son année à répondre à des clients d'EDF plutôt énervés,.
Des suites de sa critique sur le livre de Mr Baguenard, est né une collaboration avec Frédéric Mazé, qui a écrit du pièce de théâtre en se basant sur le récit de Baguenard. Elle sera jouée à partir de l'été 2017 à Blois mais également au Sénégal.[réf. nécessaire]

### Organisateur de manifestations culturelles
Frédéric Mazé est l'organisateur à Longeville-Sur-Mer du festival La Plage des Livres, dont la première édition s'est déroulée le 9 juillet 2017.
La seconde édition de ce festival a lieu les 7 et 8 juillet 2018 au même lieu que la précédente.

## Ouvrages

### Chansons
- Une fleur en hiver, composée par Shula, 2016[7]